# Жестовый язык Ислас-де-ла-Баия
Жестовый язык Ислас-де-ла-Баия (англ. Bay Islands Sign Language) или Френч-Харборский жестовый язык (англ. French Harbour Sign Language) — деревенский жестовый язык, который используют в городах Френч-Харбор и Джонсвилл острова Роатан, входящий в департамент Ислас-де-ла-Баия Гондураса. Появление языка произошло из-за того, что в сообществе высокий процент носителей синдрома Ушера, в результате которого человек рождается с нарушениями слуха, а затем неизбежно теряет и зрение. Выработанный язык позволяет коммуницировать не только с глухими, но и слепоглухими людьми, поскольку имеет не только жестовую, но и тактильную форму. Примечательно, что тактильная форма может использоваться в том числе в разговоре двух видящих людей. История языка насчитывает уже около ста лет: старейшая слепоглухая женщина в регионе родилась в 1895 году. 
По данным 2020 года, в качестве основного средства общения язык Ислас-де-ла-Баия используют 11 человек, однако все носители немолоды. Молодые люди из близлежащих регионов, имеющие нарушения слуха, пользуются амсленом или гондурасским жестовым языком.
Жестовый язык Ислас-де-ла-Баия также распространился на острове Гуанаха. Здесь проживает семья, состоящая из двух неслышащих членов, причём жена родилась во Френч-Харбор. Кроме того, языком владеют и жители острова без нарушений слуха, поскольку они закупали мёд и некоторые другие продукты у глухого уроженца Френч-Харбор.